# Ulota obtusiuscula
Ulota obtusiuscula là một loài Rêu trong họ Orthotrichaceae. Loài này được Müll. Hal. & Kindb. miêu tả khoa học đầu tiên năm 1892.